# Johann Carl Enslen
Johann Carl Enslen (* 20. Mai 1759 in Stuttgart; † 10. Dezember 1848 in Dresden) war ein deutscher Reisemaler, Schausteller, Panoramenkonstrukteur und Pionier der Luftfahrt wie der Fotografie.

## Leben

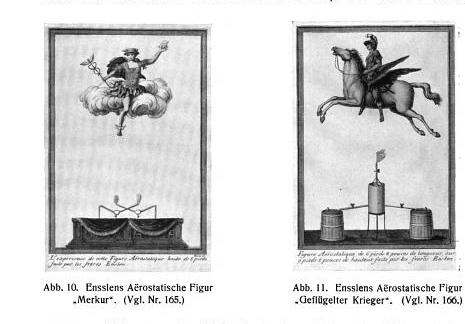
Aerostatische Figuren: Minerva, Reiter (1795)

Enslen führte ein Wanderleben als Reisemaler und Schausteller auf Jahrmärkten, wobei sein technisches Geschick und seine Fähigkeiten als „Mechanikus“ im Vordergrund standen, während arbeitsteilig die künstlerische Umsetzung vom Schwerpunkt her zunächst eher bei seinem Bruder und später bei seinem Sohn lag. Er wurde durch den ersten Ballonflug Montgolfières bestimmt und ließ selbst gemeinsam mit seinem Bruder, dem Maler Gottfried Christian Enslen, ab 1784 (erstmals in Straßburg) Ballons aufsteigen, die von ihm und seinem Bruder teilweise mit allegorischen Figuren bemalt waren. Er zog mit seinen Exponaten über die Jahrmärkte und war so z. B. 1788 und 1792 in Wien wie auch 1793 in Breslau präsent. Über seinen Auftritt in Lübeck 1789 berichtete Johann Rudolph Becker:

„1789 den 8. Oktober ließ der Mechanicus Enslen verschiedene colossalische Figuren, welche mit brennbarer Luft angefüllet waren, auf dem Bürger-Schützenhofe in die Höhe steigen. Zuerst schickte er einen Ballon vorauf, nachher folgte ein wildes Schwein, welches von einem Hund verfolget ward; dann kam ein Reuter zu Pferde, welcher als Jäger den vorausgeschickten Figuren nacheilete; auf welche Art denn eine Jagd in der Luft vorgestellet ward. Sämmtliche Figuren schwungen sich zu einer solchen Höhe, daß sie gänzlich aus den Augen der Zuschauer verschwunden.“

Enslen siedelte 1795 in Oliva bei Danzig und betrieb dort eine Eisengießerei. Spätestens über den Schulbesuch seines Sohnes Karl Georg Enslen erhielt er Kontakt zum Direktor der Kunstschule Danzig Johann Adam Breysig, der sich für Panoramen begeisterte und sich, wenn auch irrtümlich, für den Erfinder dieser neuen Form der Landschaftspräsentation hielt.
Im Jahr 1811 zog die Familie nach Berlin, um das Talent des malenden Sohnes voll auszuschöpfen. Enslen eröffnete eine optisch-cosmoranische Anstalt in der Französischen Straße 38, ein optisches Kabinett, in dem er spektakuläre Experimentalvorführungen veranstaltete und das unter anderem E. T. A. Hoffmann inspirierte. Der Sohn wurde als Maler an der Berliner Akademie angenommen (und später auch deren Mitglied), was die Gesamtfamilie in der Vermarktung zu verarbeiten verstand. Die Familie Enslen spezialisierte sich Ende der 1810er Jahre auf halbrund dargebotene Panoramen, insbesondere europäischer Hauptstädte, die in ganz Deutschland zu Jahrmarktsattraktionen wurden.
Enslen zog 1834 nach Dresden. Im Frühjahr 1839 begann er (im Alter von 80 Jahren) mit photographischen Experimenten nach dem Vorbild von Thomas Wedgwood und William Henry Fox Talbot. Er gilt als der Erste, der in Deutschland Papierabzüge herstellte. Dabei benutzte er zeitlebens keine Kamera, sondern fertigte der Kalotypie nahestehende fotogenische Zeichnungen, die Natur und Bauwerke oder Personen kombinierten.

## Schriften
- Ansichten und Muthmassungen, dass die Lufthülle, welche den Erdball umgiebt ausser der Kugel-bogenförmigen Strahlenbrechung … noch eine unbekannte eigenthümliche Lichtstrahlbrechung gleich einer Hohl-Kugel haben müsse (etc.). Gärtner, Dresden 1834. (urn:nbn:de:bvb:12-bsb10133694-9 Digitalisat BSB München).
- Versuch, die Natur des Lichtes aus seinen Erscheinungen zu erklären. Dresden, Leipzig: Arnold 1841.